# Saved from the Titanic
Saved from the Titanic (en el Reino Unido, A Survivor From the Titanic) es una película muda de 1912 en la que Dorothy Gibson, sobreviviente real del hundimiento del RMS Titanic, se interpreta a sí misma. 
La película se rodó en menos de dos semanas, en blanco y negro con algunas escenas en color. Se emplearon imágenes reales de los supervivientes llegando a Nueva York a bordo del RMS Carpathia, y se aprovecharon imágenes del viaje inaugural del RMS Olympic (buque gemelo del Titanic, botado en 1910). 
Actualmente, Saved from the Titanic está considerada una película perdida, ya que fue destruida en un incendio de los Estudios Éclair en 1914.

## Color
La película fue una de las primeras en utilizar color. A pesar de que fue filmada en blanco y negro en su mayor parte, dos escenas fueron filmadas en Kinemacolor, la escena donde aparece Dorothy volviendo con sus padres después de que fuese dada por muerta, y la última escena en la que su padre le presenta a su esposa.

## Reparto
- Dorothy Gibson como "la señorita Dorothy".
- Alec B. Francis como "el padre".
- Julia Stuart como "la madre".
- John G. Adolfi como "el alférez Jack".
- William R. Dunn como "amigo de Jack".
- Guy Oliver como "amigo de Jack".